# AC Cobra
AC Cobra — британский спортивный автомобиль, выпускавшийся фирмой AC Cars с 1961 по 1967 год.

## Появление модели
Как и многие английские производители автомобилей, компания AC Cars выпускала малыми сериями спортивные автомобили с рядным шестицилиндровым двигателем Bristol небольшого объёма, в том числе 2-местный родстер AC Ace. Это был автомобиль с алюминиевым кузовом ручной сборки на пространственной раме из стальной трубы. Двигатели производства Bristol Cars были спроектированы BMW ещё до Второй мировой войны, и в 1960-е годы считались устаревшими. В 1961 году Bristol решила прекратить производство своих двигателей и использовать на своих машинах двигатель Ford Zephyr (2,6 литра). В сентябре 1961 года бывший американский автогонщик Кэррол Шелби (Carroll Shelby) отправил фирме AC Cars письмо с предложением построить машину с двигателем V8 и с его изменениями в конструкции. AC Cars согласилась при условии, что будет найден подходящий двигатель.
Сначала Кэррол Шелби предложил заказ Chevrolet, но получил отказ. Ford, желающий создать автомобиль, который смог бы соперничать с Chevrolet Corvette предложил новый двигатель Ford Windsor 260 HiPo («High-Performance») с тонкостенным блоком, который мог быть использован в этом начинании. В январе 1962 механики AC Cars изготовили прототип шасси под номером CSX0001 с двигателем Ford Windsor 221 V8. После тестирования и доводки двигатель и коробка передач были сняты, а шасси 2 февраля 1962 года было отправлено воздушным путём Шелби в Санта-Фе-Спрингс, округ Лос-Анджелес. Его команда менее чем за восемь часов на нем установила двигатель и трансмиссию и начала дорожные испытания.

## Первое поколение
Начать производство оказалось нелегко, поскольку «AC Cars» уже сделал большую часть изменений в передней части «AC Ace» под двигатель «Ford Zephyr». Наиболее важным изменением под двигатель V8 с увеличенной мощностью, была установка более прочного заднего дифференциала. Единственным отличием в передней части первой «Кобры» от «AC Ace 2.6» был рулевой механизм, который пришлось перенести из-за более широкого двигателя V8.
Первые 75 машин «Cobra Mark I» (в том числе прототип) были оснащены двигателем «Ford Windsor V8 260 HiPo» (4,2 л). Остальные 51 Cobra Mark I были снабжены более мощным «Ford Windsor V8 289 HiPo» (4,7 л). Автомобиль изготавливался в Великобритании, установку двигателя и окраску производили в США.

## Второе поколение

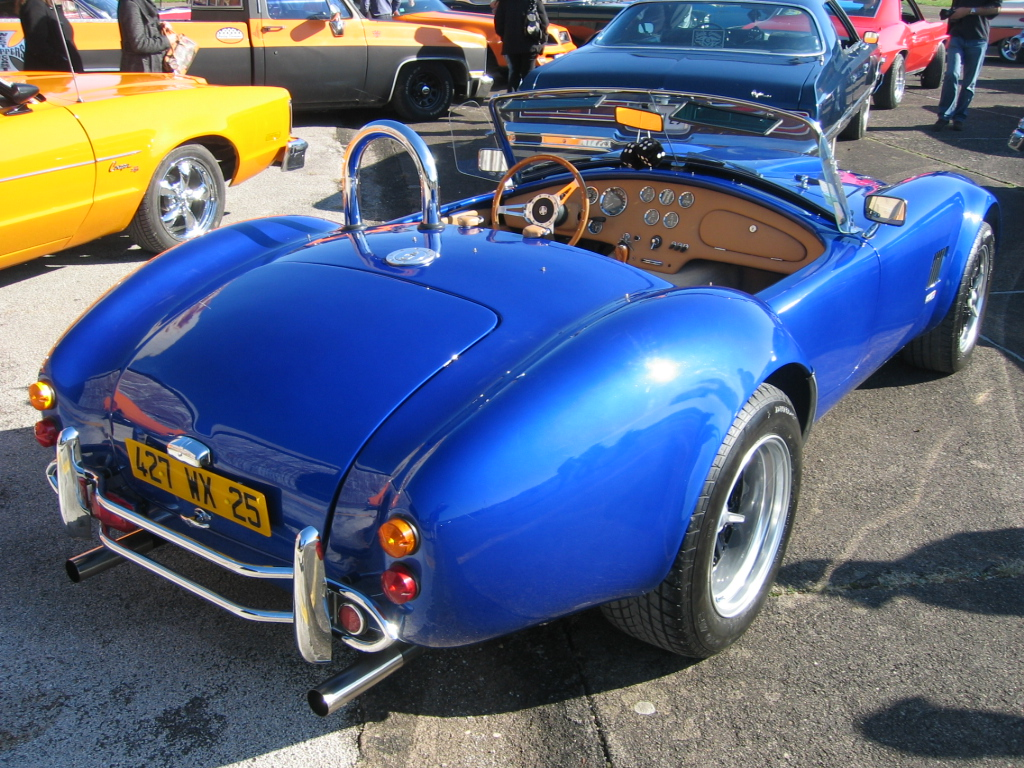

В конце 1962 года главный инженер «AC Cars» Алан Тернер изменил дизайн передней части автомобиля. Новый автомобиль был назван «AC Cobra Mark II», его производство началось в начале 1963 года. 528 Кобр Mark II были изготовлены к лету 1965 года.

## Третье поколение
К 1963 году Cobra потеряла своё господство в гонках. Шелби попытался установить большой двигатель «Ford FE V8 390». Началась разработка нового шасси под названием «AC Cobra Mark III».

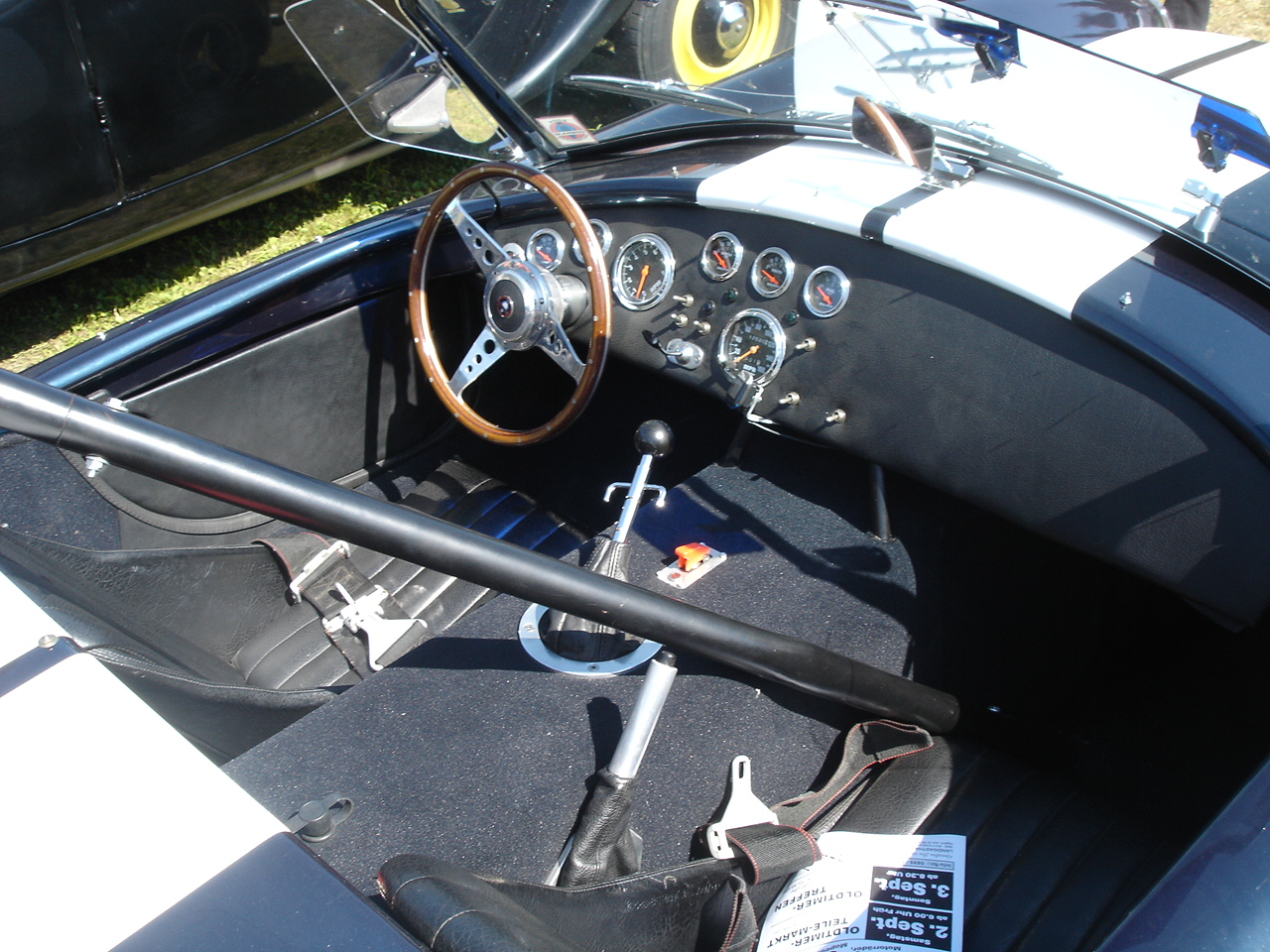
салон AC Cobra

Новая машина была разработана в Детройте в сотрудничестве с «Фордом». Новый автомобиль имел широкие крылья и большое отверстие в кузове перед радиатором. Эта машина была оснащена двигателем Ford FE 427 (7,0 л) мощностью 425 л. с., который обеспечивал максимальную скорость 262 км/ч в стандартном исполнении или двигателем мощностью 485 л. с. (362 кВт), который обеспечивал максимальную скорость 290 км/ч. Производство Cobra Mark III началось 1 января 1965 года. Несмотря на впечатляющие характеристики, автомобиль плохо продавался, поэтому, чтобы снизить стоимость, на некоторые AC Cobra 427 были фактически установлены более дешёвые двигатели «Ford 428» (7,0 л), предназначенные не для гонок, а для использования в дорожных условиях. В общей сложности около 300 автомобилей Mark III были отправлены к Шелби в США в течение лета 1965 и 1966 года. MK III пропустил омологацию в 1965 гоночном сезоне, но успешно продолжал выигрывать гонки до начала 70-х годов.
Несмотря на успехи AC Cobra в гонках, финансовая ситуация вынудила Ford и Шелби в 1967 году прекратить импорт автомобилей из Англии. AC Cars продолжила выпуск родстера c небольшим двигателем «Ford (5,0 л) V8». Он продавался в Европе до конца 1967 года. AC также подготовила «AC Frua» на базе растянутой «Cobra 427 MK III» (спроектирован и построен Пьетро Frua). После Frua, AC Cars пошла на создание меньших машин и в конечном итоге обанкротилась в конце 1970-х годов. Оснастка компании и права на использование названия перешли к Autocraft.
Среди коллекционеров третье поколение AC Cobra считается классическим и цены на эти автомобили начинаются от миллиона долларов. В январе 2013 года Shelby 427 Semi-Competition Cobra 1967 года выпуска ушел с молотка на аукционе в США за 2 007 500 долларов США.

## Возрождение марки (Shelby Cobra)

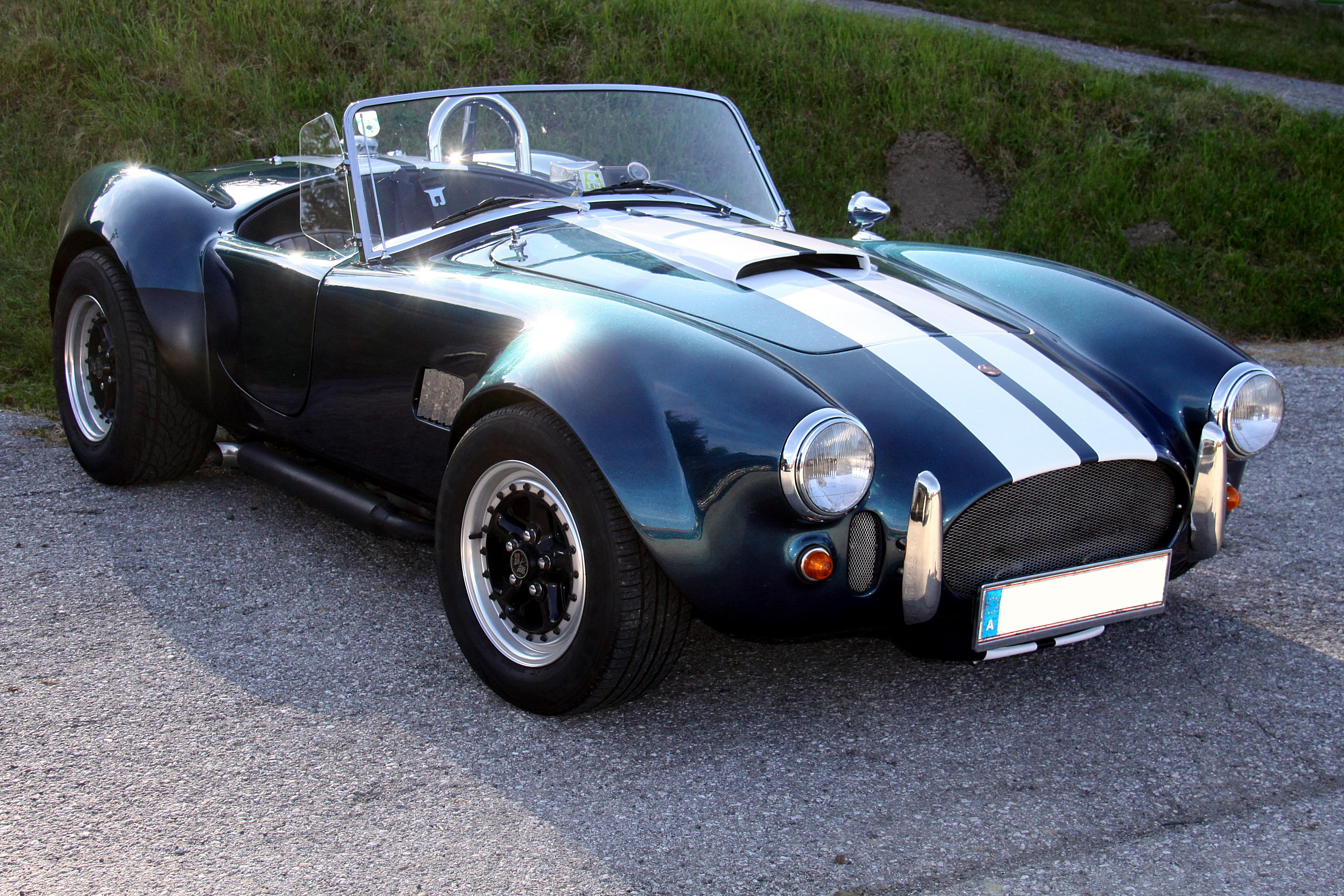
50th Anniversary Cobra Limited Edition CSX8000.

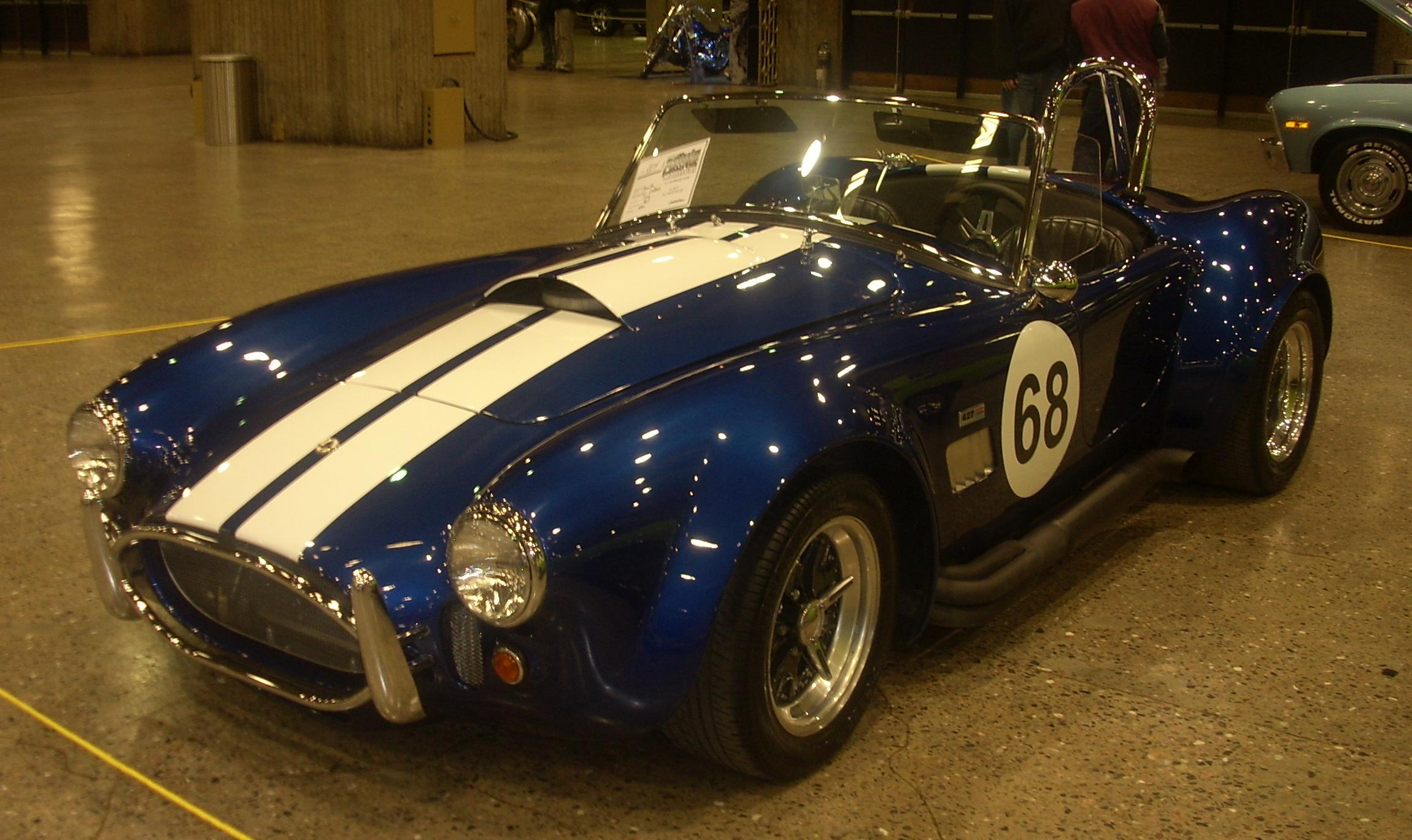
AC Shelby Cobra

Фирма Autocraft, получившая оснастку на «AC 289» после банкротства AC Cars, выпустила партию «AC 289» под названием «Марк IV». Вскоре после этого Кэрролл Шелби подал иск против AC Cars и Брайана А. Angliss (основателя AutoCraft), в окружной суд США в Лос-Анджелесе. Последующее урегулирование привело к выпуску совместного пресс-релиза, в котором AC и Angliss признали, что Кэрролл Шелби был и остаётся единственным лицом, которое имеет право называть свои машины Cobra. С конца 1980-х годов Кэрролл Шелби и компания «Shelby Automobiles, Inc» продолжила производить автомобили Cobra под названием «Shelby Cobra FIA 289» и «Shelby Cobra 427 S/C» на своем заводе в Лас-Вегасе, штат Невада.
Эти автомобили сохранили общий стиль и внешний вид оригинала 1960-х годов. Первоначально автомобили (серии CSX4000) изготовлялись из старых запасов, но постепенно стали собираться из деталей различных поставщиков.
На сегодняшний день кузова Cobra производятся из стекловолокна, некоторые автомобили на заказ изготавливаются с алюминиевым кузовом или с кузовом из углеволокна.

## Спортивные успехи

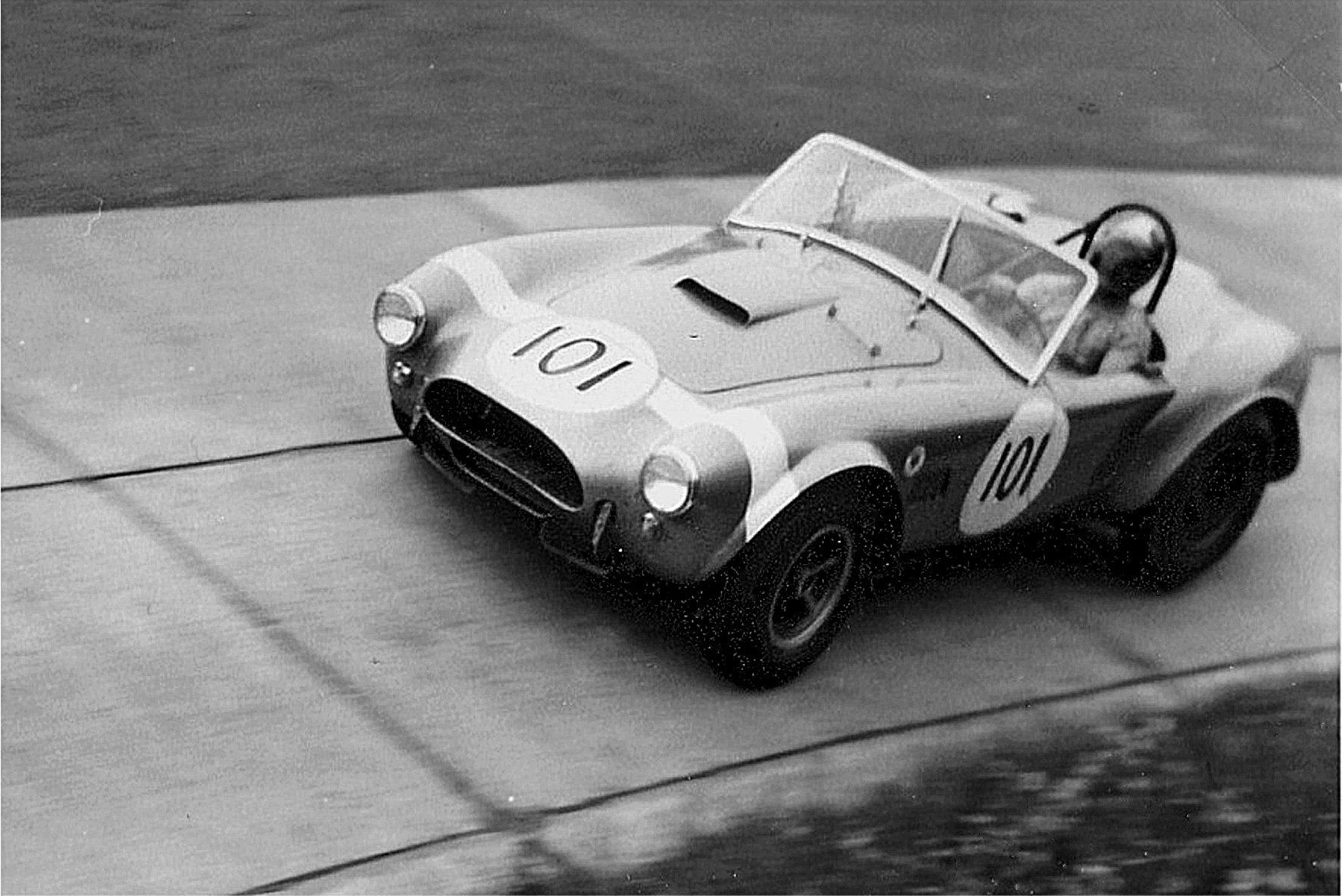
AC Cobra на трассе 1000-километровой гонки на Нюрбургринге в 1964 году

«Кобра» имела обширную гоночную карьеру. Shelby хотел, чтобы это был «Corvette-Beater» («Избиватель Корветов») и машина такой и стала. Гоночная «Кобра» была легче, чем Chevrolet Corvette более чем на 200 кг, и развивала 298 км/ч (на автомагистрали M1 в 1964 году управляемый Джеком Сирсом (Jack Sears) и Питером Болтоном, была занесена в книгу рекордов Гиннесса как самый быстрый дорожный автомобиль в мире).
В попытке увеличить скорость вдоль Mulsanne Straight (самая известная часть трассы «24 часа Ле-Мана») на трассе Сарте, были построены «Кобры» с кузовом купе на шасси AC Cobra Mark II. Самыми известными и многочисленными из них были официальные «Shelby Daytona Cobra Coupe». Шесть таких машин было построено, каждая из которых немного отличается от остальных. «AC Cars» также подготовила «Le Mans coupe». Автомобиль существовал в единственном экземпляре и был практически уничтожен после удара на высокой скорости об ограждение в гонке «Ле Ман» 1964 года. К настоящему времени он полностью перестроен и теперь находится в частных руках в Англии. Третья «Willment Cobra Coupe» была построена гоночной командой JWA. В настоящее время из всех реплик «Superformance Shelby Daytona Coupe» является единственной современной машиной, признанной Шелби в качестве преемника оригинального купе.

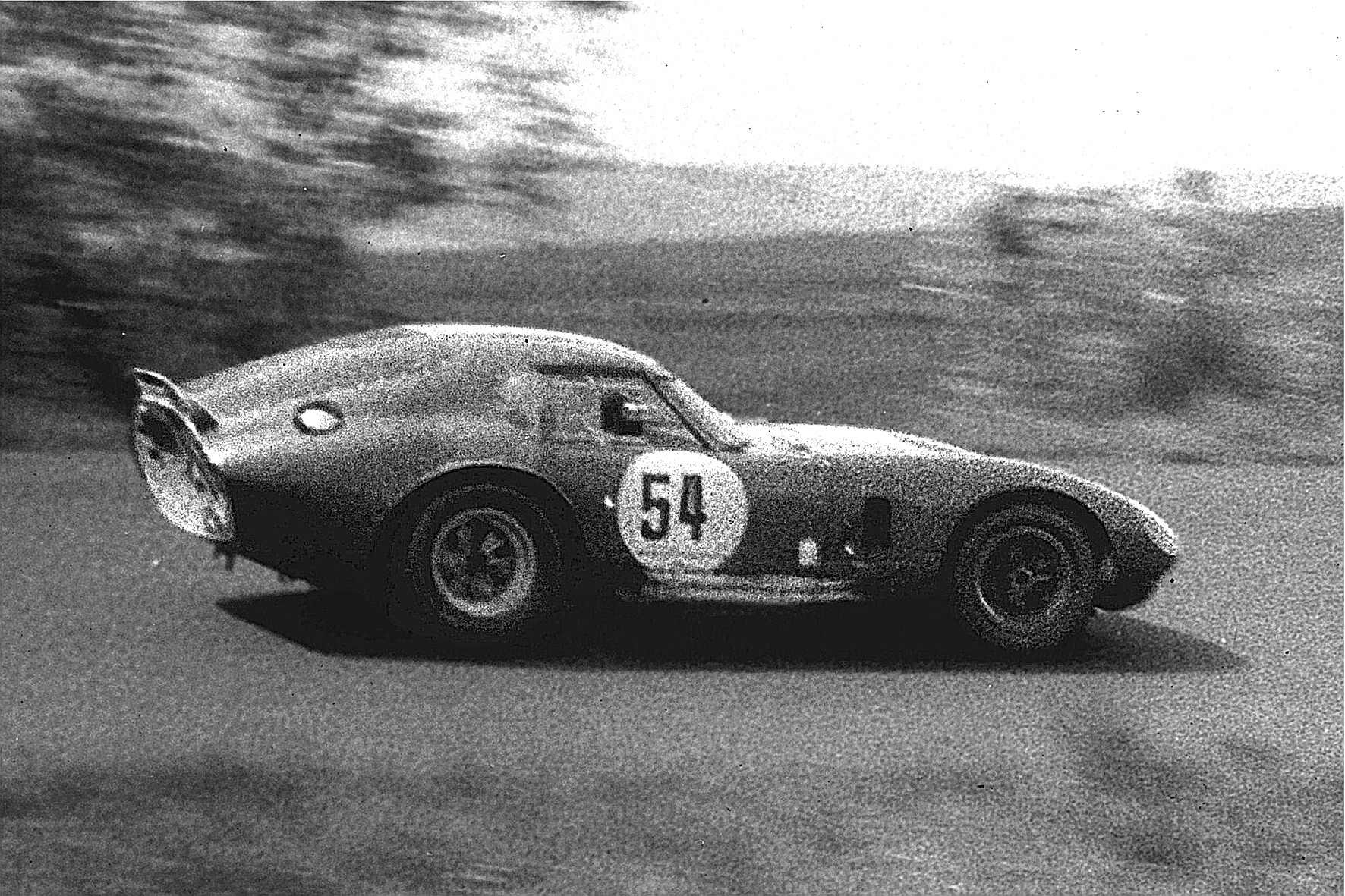
Shelby Cobra Daytona 1965 года

Победы «Shelby Daytona Cobra Coupe»:
- 1964 12 часов Себринга (12 Hours of Sebring) (победа в классе GT, Dave MacDonald / Боб Холберт)
- 1964 24 часа Ле-Мана (победа в классе GT, Дэн Герни / Боб Bondurant)
- 1964 RAC Tourist Trophy
- 1965 24 часа Дайтоны (24 Hours of Daytona)
- 1965 12 Часов Себринга
- 1965 World Manufacturers Championship
- 1965 Гран-при Италии в Монце (победа в классе GT)
- 1965 Немецкий Гран-при Nürburgring (победа в классе GT)
- 1965 Гран-при Франции в Реймсе (победа в классе GT)
- 1965 Enna-Pergusa (победа в классе GT)